# Roy Lichtenstein
Roy Fox Lichtenstein (New York, 27 ottobre 1923 – New York, 29 settembre 1997) è stato un artista statunitense, tra i più celebri esponenti della Pop Art statunitense.

## Biografia

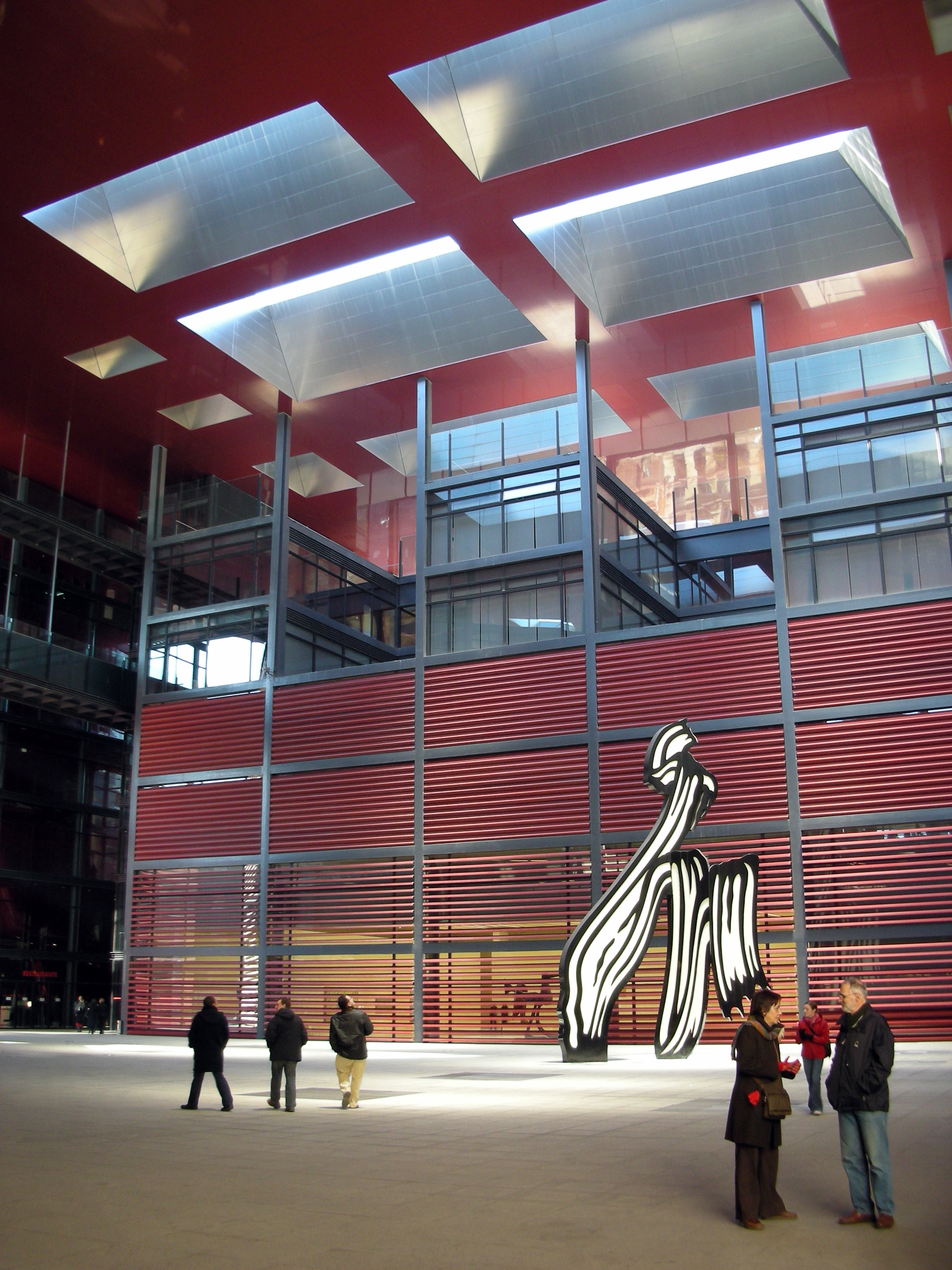
Scultura di Roy Lichtenstein nel patio del Museo Nacional Centro de Arte Reina Sofía, Madrid, Spagna

Nasce a New York il 27 ottobre 1923 da una famiglia di religione ebraica della classe media: il padre era agente immobiliare, la madre casalinga ma anche discreta pianista. Durante la scuola inizia ad interessarsi all'arte, al design e alla musica, in particolare al jazz. Dopo il diploma alla New York's Franklin School for Boys, frequenta anche l'Art Students League di New York, dove segue i corsi di Reginald Marsh. Nel 1940 si iscrive all'Università dell'Ohio, che offriva un corso di laurea in Belle Arti. Dal 1943 al 1946 partecipa alla seconda guerra mondiale come tecnico nell'esercito degli Stati Uniti. Nel 1946 riprende gli studi universitari e frequenta i corsi di pittura di Hoyt Sherman, che ebbe una notevole influenza sul suo lavoro futuro. Dopo la laurea si iscrive alla Scuola di specializzazione in Belle Arti, che porta a termine nel 1949, anno in cui sposa la prima moglie Isabel Wilson. Da lei ebbe due figli.
Nel 1951 tiene la sua prima mostra personale alla Carlebach Gallery di New York e lo stesso anno si trasferisce a Cleveland, alternando diversi lavori: insegnante di arte all'università, ma anche designer e decoratore; come pittore, il suo stile iniziale fluttua tra cubismo ed espressionismo. Nel 1956 realizza la litografia Ten Dollar Bill, che sembra anticipare alcune tematiche della Pop Art. Nel 1957 torna a New York, dove viene assunto come Assistant professor (posizione equivalente a quella di ricercatore) alla New York State University. In questo periodo, la sua pittura si avvicina all'espressionismo astratto e nei suoi quadri iniziano a comparire personaggi dei fumetti o dei cartoni animati, come Topolino, Paperino e Bugs Bunny.
Dal 1960 al 1963 insegna al Douglass College, nel New Jersey. Conosce Allan Kaprow, Claes Oldenburg, George Segal e frequenta anche gli artisti di Fluxus, tra cui George Maciunas e Dick Higgins. Dal 1961 inizia ad inserire sistematicamente nei suoi lavori elementi tipici del mondo pubblicitario e dei fumetti, e ad utilizzare il puntinato Ben Day, che diventerà una sua cifra stilistica inconfondibile. A differenza del puntinismo, in cui i puntini venivano utilizzati per far apparire omogenea l'immagine vista da una certa distanza, Lichtenstein esaspera una tecnica tipografica usando retini di grandi dimensioni per dare l'idea di una realtà mediata dalla mole di immagini che nella realtà contemporanea vengono stampate e trasmesse. Inizia inoltre a mostrare grande interesse per le avanguardie storiche e realizza i primi quadri ispirati all'arte "alta". Nel 1962 espone alla collettiva New Paintings of Common Objects organizzata dal Pasadena Art Museum.

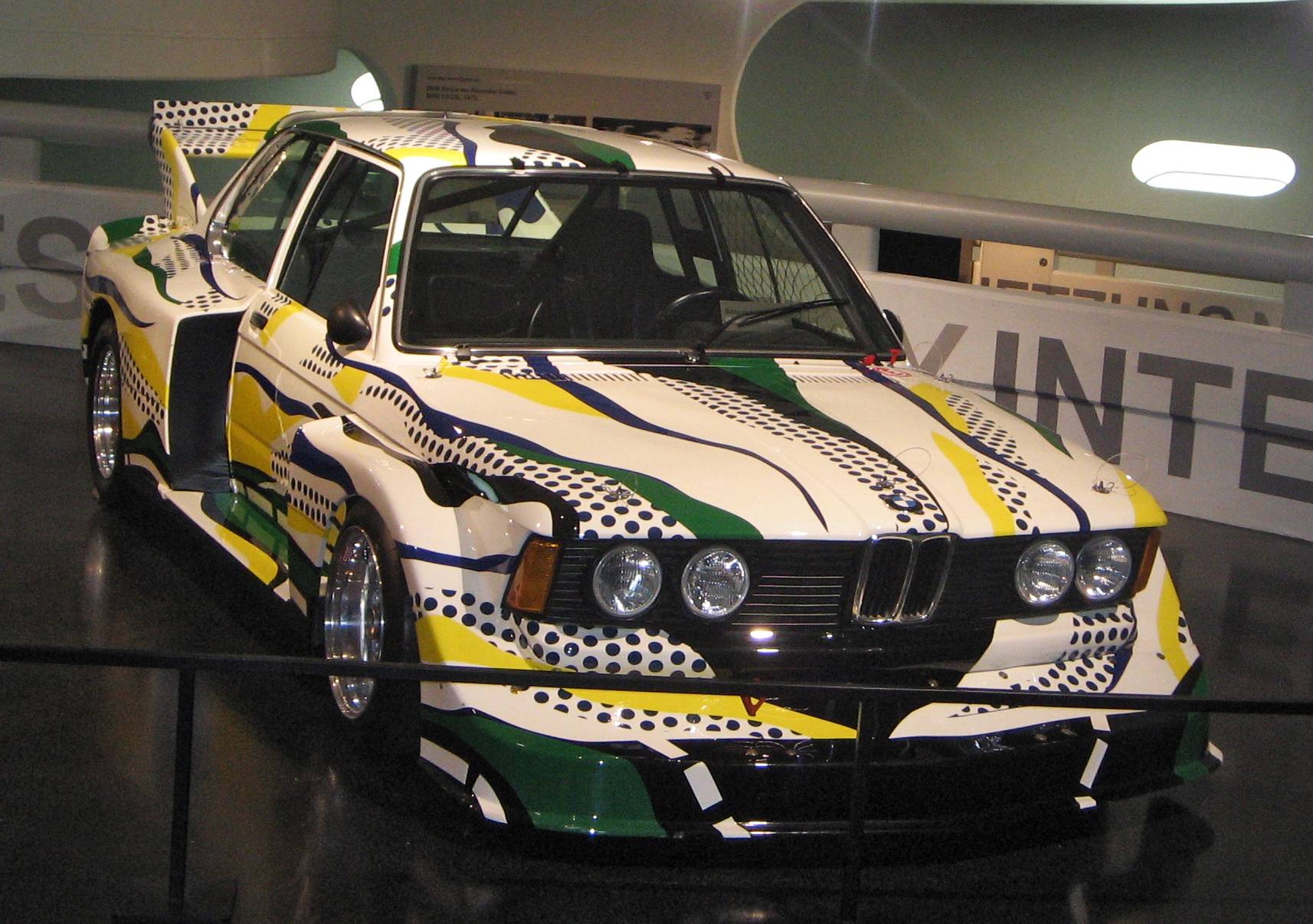
BMW 320i Turbo del progetto BMW Art Car al BMW Museum realizzata da Lichtenstein nel 1977

Nel 1963 Philip Johnson gli commissiona un murale destinato al New York State Pavillon per l'Esposizione Universale del 1964. Lo stesso anno espone da Ileana Sonnabend a Parigi e da Leo Castelli a New York. Crea le prime sculture in metallo smaltato. Nel 1965 realizza numerosi lavori in ceramica e si dedica ai dipinti della serie intitolata Brushstroke, dove ripropone, in modo personalissimo, la matericità e l'irruenza gestuale dell'Espressionismo Astratto. Nel 1966 tiene una retrospettiva al Museum of Modern Art di Cleveland e partecipa alla Biennale di Venezia, dove è presente anche nel 1968 e nel 1970. La retrospettiva organizzata dal Pasadena Art Museum nel 1967 si sposta anche ad Amsterdam, Londra, Berna e Hannover.
Dal 1972 al 1981 lavora a numerose "nature morte" e realizza opere ispirate al Futurismo, a De Stijl, al Costruttivismo russo, al Surrealismo e all'Espressionismo tedesco. Numerose sono anche le mostre. Nel 1972 espone al Contemporary Art Museum di Houston, nel 1975 al Centre national d'art contemporain di Parigi, nel 1978 all'Institute of Contemporary Art di Boston. Nel 1979 gli viene commissionata la prima scultura pubblica: realizza The Mermaid per il Theatre for the Performing Arts di Miami Beach. Nel 1981 il Saint Louis Art Museum organizza una retrospettiva che si sposta in altre località americane, in Europa e in Giappone.
Roy Lichtenstein muore per una polmonite a 73 anni, il 29 settembre del 1997 a New York.

## Mostre
- 11 febbraio - 18 giugno 2023 - Variazioni pop - Palazzo Tarasconi - Parma
- 8 settembre - 9 dicembre 2018 - Roy Liechtenstein e la pop art americana - Fondazione Magnani-Rocca - Parma
- 27 settembre 2014 - 25 gennaio 2015 - Opera Prima - GAM - Torino[5]
- 3 luglio - 4 novembre 2013 - Roy Lichtenstein - Centro Georges Pompidou - Parigi
- 26 gennaio - 30 maggio 2010 - Meditations on Art - a cura di Gianni Mercurio - Triennale di Milano - Milano[6][7][8]
- 15 giugno - 23 settembre 2007 - Evolution - Pinacothèque de Paris - Parigi